# Arima Kigei
Arima Kigei (también Arima Kihei) fue un maestro de la escuela Shinto Ryu de guerreros y notable samurái de Japón. Fue líder y creador de la escuela llamada «El arte de la precisión». Es tristemente célebre por la manera en que murió en el año 1596.
Se dijo tras su muerte que era algo arrogante, demasiado mayor para luchar y no un espadachín terriblemente talentoso. También se ha dicho que tenía afición por las bebidas fuertes y el sake.

## Llegada a Hirafuku
En aquel tiempo Kihei viajaba por Japón, seguido de algunos discípulos, practicando su arte y enfrentándose con diversos rivales para perfeccionar su estilo. Se consideraba un espadachín excepcional. 
Así que, cuando llegó al pueblo de Hirafuku, en la provincia de Banshu, colgó una placa donde había escrito un desafío público según el cual aceptaría un duelo con cualquiera que quisiera enfrentarse a él. El joven pero bien desarrollado Miyamoto Musashi, joven samurái de 13 años y estudiante de artes marciales, vio el reto cuando volvía hacia su casa de clase de caligrafía y escribió: "Miyamoto Bennosuke, residente en Shoren-in, luchará contigo mañana".
Cuando Kihei vio esto envió a un discípulo suyo a casa de Musashi para informarle de que su duelo había sido aceptado y tendría lugar al día siguiente, en las afueras del pueblo. Dorinbo, el tío y tutor de Musashi, que además era monje, oyó todo esto e intentó disculparse por el atrevimiento de su sobrino diciendo que era muy joven y que seguramente podría morir en el combate contra un espadachín tan experimentado.
Cuando Arima recibió este mensaje volvió a enviar otro diciendo que lo entendía, pero que la única manera de limpiar su honor era recibiendo una disculpa formal. Así que quedaron en que tío y sobrino irían al lugar del duelo para disculparse.

## El duelo
A la mañana siguiente Arima Kihei esperaba en el lugar donde habían quedado, a las afueras de Hirafuku. Mientras el monje y el joven se acercaban, los presentes pudieron ver que Bennosuke llevaba consigo una espada de madera de unos 6 pies (Bokken).
Cuando su tío intentaba disculparse ante Arima, Miyamoto Bennosuke corrió hacia Kigei gritándole el reto que le había hecho. Arima en seguida se puso en guardia con su wakizashi y tras un rápido combate Musashi derribó a Arima, que cayó al suelo. En el momento en que se incorporaba para levantarse, Musashi le dio un rápido golpe entre los ojos. Y tras algunos golpes más, murió. 

## "Las anécdotas sobre el maestro fallecido"
En la introducción de El libro de los cinco anillos, Musashi nos informa de que este fue su primer duelo. Arima Kihei luchó usando el estilo Kashima Shintō-ryū, creado por Tsukahara Bokuden (1489-1571). La principal fuente del duelo es el Hyoho senshi Denki ("Las anécdotas sobre el maestro fallecido"). Lo resumen de la siguiente manera:

"En 1596, Musashi tenía 13 años, y Arima Kihei, que viajaba perfeccionando su arte, hizo un desafío público en Hirafuku-mura.

Musashi escribió su nombre en el reto. Un mensajero llegó al templo de Dorin, donde Musashi se hospedaba, para informar a Musashi de que su duelo había sido aceptado por Kihei. Dorin, tío de Musashi, fue sorprendido por esto y trató de excusarse del duelo en el nombre de Musashi basándose en la edad de su sobrino. Kihei fue firme en que la única manera de que su honor fuera restablecido era si Musashi se disculpaba ante él en el lugar del duelo. 
Así que cuando la hora fijada para el duelo llegó, Dorin comenzó disculpándose por Musashi, que se limitó a cargar contra Kihei con un bastón de seis pies, gritándole el desafío. Kihei contratacó con un wakizashi, pero Musashi acabó derribándolo al suelo, y mientras trataba de levantarse, Musashi golpeó a Arima entre los ojos y luego lo golpeó hasta la muerte. 

Arima se decía que había sido arrogante, demasiado ansioso por luchar, y no un espadachín terriblemente talentoso."

## Musashi y Kigei
Tras esta lucha, Musashi decidió concluir su asistencia a la escuela en la que entrenaba, dejar su casa y vagar por Japón perfeccionando sus habilidades, algo corriente en esos tiempos. Musashi se excluye en gran parte de la sociedad para encontrar la Iluminación mediante el Camino de la Espada. Con el tiempo, Musashi se convertiría en uno de los más célebres samuráis de todos los tiempos, consiguiendo una fama de invencible.
Arima Kigei quizás pecó de confiado en su último duelo. No era un mal samurái, era un maestro. Era un destacado experto en su arte y tenía discípulos que lo seguían. Y antes de su muerte ya había participado en muchos duelos. Tras este duelo se dijo que quizás no fuera tan talentoso y otras ideas improvisadas debido a la sorpresa de su trágica derrota. Seguramente los motivos de su derrota deban buscarse en su edad algo avanzada, en un exceso de confianza ante el joven Musashi y probablemente en haber bajado la guardia esperando las disculpas del joven. Sin duda creía que iba a recibir sus disculpas mientras esperaba en el lugar de la cita la llegada del joven con su tío y no estuvo alerta en todo momento, como hubiera debido hacer un samurái.
Muchos años más tarde, poco antes de morir, Miyamoto Musashi escribiría en El libro de los cinco anillos: 

"He dedicado mi espíritu a la ciencia de las artes marciales desde que era joven, hace mucho tiempo. Tenía trece años cuando tuve mi primer duelo. En aquella ocasión gané a mi adversario, un maestro de artes marciales llamado Arima Kihei, perteneciente a la Nueva Escuela de la Precisión."

"...al principio os mostráis relajados, después arremetéis repentinamente y con fuerza; cuando el espíritu del adversario se desequilibra, es esencial que observéis lo que hace, no permitiéndole que se relaje ni un solo momento, percibiendo la ventaja del instante y discerniendo inmediatamente en ese instante cómo vencer."

"Aunque estéis tranquilos, vuestro espíritu está alerta, aunque estéis apremiados, vuestro espíritu no esta apremiado."